# Lędziny
Lędziny là một thị trấn thuộc huyện Bieruńsko-lędziński, tỉnh Śląskie ở nam Ba Lan. Thị trấn có diện tích 32 km². Đến ngày 1 tháng 1 năm 2011, dân số của thị trấn là 16396 người và mật độ 518 người/km².